# Кузьмін Олександр Сергійович
Кузьмін Олександр Сергійович (нар. 9 квітня 1959, м. Запоріжжя Запорізької області) — український діяч, голова районної адміністрації Запорізької міської ради по Комунарському району, колишній в. о. Запорізького міського голови та секретар Запорізької міської ради.

## Життєпис
Закінчив середню школу. У вересні 1976 — листопаді 1978 року — учень регулювальника радіоапаратури та обладнання, фотограф-лаборант Запорізького електромашинобудівного заводу «Іскра».
У грудні 1978 — червні 1983 року — студент філологічного факультету Запорізького державного педагогічного інституту, вчитель російської мови та літератури.
У 1983—1987 роках — вчитель російської мови та літератури середньої школи № 4 міста Запоріжжя.
У серпні 1987 — серпні 1989 року — інспектор шкіл Комунарського районного відділу народної освіти міста Запоріжжя.
У серпні 1989 — листопаді 1992 року — інструктор з шефської допомоги і добровільних народних дружин, спеціаліст І категорії із заготівлі та торгівлі овочами, у листопаді 1992 — листопаді 1993 року — головний спеціаліст, завідувач відділу приватизації житла виконавчого комітету Комунарської районної ради народних депутатів міста Запоріжжя.
18 листопада 1993 — 28 березня 1994 року — головний спеціаліст І категорії управління зовнішньоекономічних зв'язків Запорізької обласної державної адміністрації.
У грудні 1994 — жовтні 1995 року — помічник голови виконавчого комітету Комунарської районної ради народних депутатів міста Запоріжжя.
У жовтні 1995 — лютому 1997 року — помічник голови, у лютому 1997 — квітні 1998 року — завідувач філії на житломасиві «Південний» Комунарської районної державної адміністрації міста Запоріжжя.
10 квітня 1998 — 12 квітня 2002 року — секретар Запорізької міської ради. 8 лютого — 4 червня 2000 року — в. о. Запорізького міського голови.
У 2001 році закінчив Гуманітарний університет «Запорізький інститут державного та муніципального управління» за спеціальністю правознавство, юрист.
12 квітня 2002 — 15 вересня 2004 року — заступник голови Комунарської районної державної адміністрації міста Запоріжжя.
15 вересня 2004 — 29 грудня 2010 року — заступник Запорізького міського голови з гуманітарних питань.
Був членом Блоку Наталії Вітренко «Народна опозиція» та Партії регіонів (2010—2014).
З 30 грудня 2010 року — голова районної адміністрації Запорізької міської ради по Ленінському району. Нині — голова районної адміністрації Запорізької міської ради по Комунарському району.